# Giải bóng đá U-17 Quốc gia 2012
Giải bóng đá U17 Quốc gia Việt Nam 2012 có tên gọi chính thức là Giải bóng đá U17 Quốc gia Việt Nam - Cúp Thái Sơn Nam 2012 là mùa giải thứ 9 do VFF tổ chức. Giải bóng đá U17 Quốc gia Báo Bóng Đá - Cúp Thái Sơn Nam 2012 sẽ chính thức khởi tranh các trận đấu vòng loại từ 5/6 đến 25/6/2012. Còn Vòng chung kết sẽ diễn ra trên Sân vận động Tự Do thuộc thành phố Huế từ 11/7 đến 20/7/2012.

## Điều lệ
24 đội tham dự vòng loại được chia làm 3 bảng đấu cụ thể như sau:
- Bảng A: do Trung tâm bóng đá Viettel nhận đăng cai làm bảng trưởng có 8 đội đăng ký tham dự gồm: Viettel, Hà Nội, Nam Định, Quảng Ninh, Thanh Hoá, Trẻ bóng đá Hà Nội, Trung tâm bóng đá Hải Phòng và Xi Măng The Vissai Ninh Bình.
- Bảng B: do Câu lạc bộ Hoàng Anh Gia Lai nhận đăng cai làm bảng trưởng có 8 đội đăng ký tham dự gồm: Hoàng Anh Gia Lai, Bình Định, Hà Tĩnh, Khatoco Khánh Hoà, QNK Quảng Nam, Sông Lam Nghệ An, TP.Hồ Chí Minh và T&T VSH.
- Bảng C: do Sở Văn Hóa - Thể thao và Du lịch Tây Ninh nhận đăng cai làm bảng trưởng có 8 đội đăng ký tham dự gồm: Tây Ninh, An Giang, Bến Tre, Cà Mau, Tập đoàn Cao Su Đồng Tháp, Long An, TDC Bình Dương và Tiền Giang.

Tại mỗi bảng đấu, các đội thi đấu vòng tròn tính điểm xếp hạng chọn hai đội đứng Nhất và Nhì mỗi bảng đấu vào chơi vòng chung kết.
Vòng chung kết giải bóng đá U17 QG - Báo Bóng đá Cúp Thái Sơn Nam 2012 sẽ có sự tham dự của 8 đội bóng. Ngoài 6 đội vượt qua vòng bảng còn có sự tham dự của 2 đội bóng được ưu tiên miễn thi đấu vòng loại là SHB Đà Nẵng (đương kim vô địch) và Huế (chủ nhà đăng cai Vòng chung kết).
Sau khi kết thúc vòng loại, căn cứ vào thành tích của các đội, Ban tổ chức sẽ chia 8 đội thành hai nhóm A và B thi đấu vòng tròn mỗi lượt ở mỗi nhóm để tính điểm xếp hạng. Hai đội dẫn đầu mỗi nhóm sẽ giành vé vào chơi hai trận bán kết. Hai đội thua bán kết đồng xếp hạng Ba, hai đội thắng bán kết sẽ vào chơi trận chung kết của giải.
Hai trận bán kết và trận chung kết sẽ thi đấu theo thể thức loại trực tiếp. Nếu sau thời gian thi đấu chính thức (90 phút) mà tỷ số hoà, hai đội sẽ thi đá luân lưu 11m để xác định đội thắng ở các lượt trận trên.

## Vòng chung kết
Với sự tham dự của 24 đội, vòng loại được chia làm 3 bảng do Viettel, Hoàng Anh Gia Lai và Tây Ninh làm bảng trưởng. Với thể thức thi đấu vòng tròn, các trận đấu diễn ra gay cấn và quyết liệt. Có thể thấy, đa phần các trung tâm đào tạo trẻ có tiếng hoặc đang dần khẳng định vị thế như Sông Lam Nghệ An, Đồng Tháp, Viettel… đều giành quyền góp mặt ở Vòng chung kết. Duy chỉ có Ninh Bình là cái tên ít tên tuổi gây bất ngờ khi vượt mặt Nam Định, Hà Nội để giành một suất đến Huế.
Kết quả, 6 đội ghi danh vào Vòng chung kết là Viettel, Ninh Bình (bảng A); Hoàng Anh Gia Lai, Sông Lam Nghệ An (bảng B); Đồng Tâm Long An, Đồng Tháp (bảng C). Ngoài ra, có hai đội được đặc cách không phải thi đấu vòng loại là chủ nhà Thừa Thiên Huế và Đương kim vô địch SHB Đà Nẵng.
Vòng chung kết sẽ diễn ra tại sân Tự Do, Thành phố Huế từ ngày 11-20/7. Theo cách thức chia nhóm và mã số được quy định trong Điều lệ giải thì hai bảng đấu của Vòng chung kết được xác định như sau: 
- Bảng A: Thừa Thiên Huế, Viettel, Sông Lam Nghệ An, Đồng Tháp
- Bảng B: SHB Đà Nẵng, Hoàng Anh Gia Lai, Ninh Bình, Đồng Tâm Long An[4].

Kết quả chi tiết
| Số thứ tự | Ngày      | Giờ   | Đội 1                   | Tỷ số | Đội 2                   |
| 1         | 11/7/2012 | 15h00 | Thừa Thiên Huế          | 2-1   | Sông Lam Nghệ An        |
| 1         | 11/7/2012 | 17h30 | Viettel                 | 1-1   | TĐCS. Đồng Tháp         |
| 2         | 12/7/2012 | 15h30 | XM The Vissai Ninh Bình | 0-1   | Đồng Tâm Long An        |
| 2         | 12/7/2012 | 17h30 | SHB Đà Nẵng             | 1-3   | Hoàng Anh Gia Lai       |
| 3         | 13/7/2012 | 15h15 | TĐCS. Đồng Tháp         | 1-1   | Thừa Thiên Huế          |
| 3         | 13/7/2012 | 17h15 | Sông Lam Nghệ An        | 2-0   | Viettel                 |
| 4         | 14/7/2012 | 15h30 | Đồng Tâm Long An        | 1-1   | SHB Đà Nẵng             |
| 4         | 14/7/2012 | 17h30 | Hoàng Anh Gia Lai       | 2-1   | XM The Vissai Ninh Bình |
| 5         | 15/7/2012 | 15h15 | Sông Lam Nghệ An        | 3-1   | TĐCS. Đồng Tháp         |
| 5         | 15/7/2012 | 17h15 | Thừa Thiên Huế          | 6-1   | Viettel                 |
| 6         | 16/7/2012 | 15h30 | Hoàng Anh Gia Lai       | 1-1   | Đồng Tâm Long An        |
| 6         | 16/7/2012 | 17h30 | SHB Đà Nẵng             | 3-3   | XM The Vissai Ninh Bình |

| Bảng xếp hạng bảng A | Bảng xếp hạng bảng A | Bảng xếp hạng bảng A | Bảng xếp hạng bảng A | Bảng xếp hạng bảng A | Bảng xếp hạng bảng A | Bảng xếp hạng bảng A | Bảng xếp hạng bảng A | Bảng xếp hạng bảng A |
| -------------------- | -------------------- | -------------------- | -------------------- | -------------------- | -------------------- | -------------------- | -------------------- | -------------------- |
| Thứ tự               | Đội bóng             | Trận                 | Thắng                | Hòa                  | Thua                 | Bàn thắng            | Bàn thua             | Điểm                 |
| 1                    | U17 Thừa Thiên Huế   | 3                    | 2                    | 1                    | 0                    | 9                    | 3                    | 7                    |
| 2                    | U17 Sông Lam Nghệ An | 3                    | 2                    | 0                    | 1                    | 6                    | 3                    | 6                    |
| 3                    | U17 TĐCS. Đồng Tháp  | 0                    | 2                    | 1                    | 2                    | 3                    | 5                    | 2                    |
| 4                    | U17 Viettel          | 3                    | 0                    | 1                    | 2                    | 2                    | 9                    | 1                    |

| Bảng xếp hạng bảng B | Bảng xếp hạng bảng B        | Bảng xếp hạng bảng B | Bảng xếp hạng bảng B | Bảng xếp hạng bảng B | Bảng xếp hạng bảng B | Bảng xếp hạng bảng B | Bảng xếp hạng bảng B | Bảng xếp hạng bảng B |
| -------------------- | --------------------------- | -------------------- | -------------------- | -------------------- | -------------------- | -------------------- | -------------------- | -------------------- |
| Thứ tự               | Đội bóng                    | Trận                 | Thắng                | Hòa                  | Thua                 | Bàn thắng            | Bàn thua             | Điểm                 |
| 1                    | U17 Hoàng Anh Gia Lai       | 3                    | 2                    | 1                    | 0                    | 6                    | 3                    | 7                    |
| 2                    | U17 Đồng Tâm Long An        | 3                    | 1                    | 2                    | 0                    | 3                    | 2                    | 5                    |
| 3                    | U17 SHB Đà Nẵng             | 3                    | 0                    | 2                    | 1                    | 5                    | 7                    | 2                    |
| 4                    | U17 XM The Vissai Ninh Bình | 3                    | 0                    | 1                    | 2                    | 2                    | 4                    | 1                    |

## Vòng bán kết
|  | v |  |
|  | - |  |
|  |   |  |

|  | v |  |
|  | - |  |
|  |   |  |

|  |   | Luân lưu 11m |
|  | ' |              |

## Trận chung kết
|  | v |  |
|  | - |  |
|  |   |  |

|  |   | Luân lưu 11m |
|  | ' |              |

## Tổng kết mùa giải
- Đội vô địch: U17 Sông Lam Nghệ An
- Đội thứ nhì: U17 Đồng Tâm Long An
- Đồng giải Ba: U17 Hoàng Anh Gia Lai và U17 Thừa Thiên Huế
- Giải phong cách: U17 Thừa Thiên Huế
- Cầu thủ xuất sắc nhất Vòng chung kết: Đình Châu (Sông Lam Nghệ An)
- Cầu thủ ghi nhiều bàn thắng nhất Vòng chung kết: Tuấn Tài (Sông Lam Nghệ An), 5 bàn
- Thủ môn xuất sắc nhất Vòng chung kết: Vĩnh Phú (Đồng Tâm Long An).